# トイワールド・ミュージアム

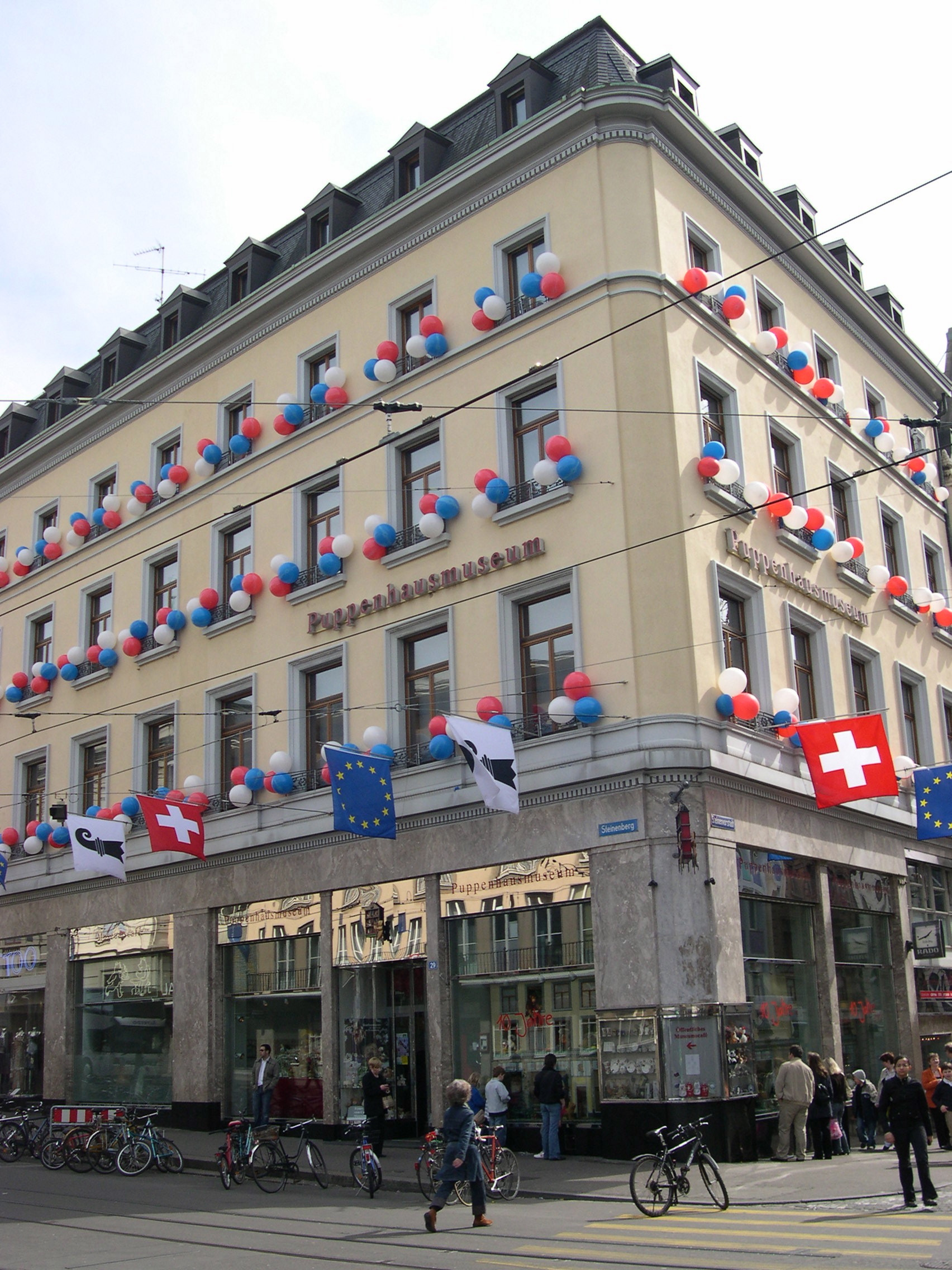
バーゼルおもちゃの世界博物館（旧人形の家博物館）

バーゼルおもちゃの世界博物館（ドイツ語: Spielzeug Welten Museum Basel）は、スイス、バーゼル・シュタット準州の州都、バーゼルにある博物館で、主にテディベア、人形、人形の家を展示している。旧名は人形の家博物館。
2500体を超える貴重なテディベアのコレクションは世界最大級。マルガレーテ・シュタイフの工房で誕生したアンティークテディベアを数多く揃えている。カーレースに出場しているテディベア、学校へ通っていたり、洗面中だったり、また人形たちとピクニックを楽しんでいるテディベアなどが展示され、多くはボタン操作で動かすことができる。
人形は1870年から1920年代の、生産の拠点となっていたドイツやフランスの有名メーカーのドールのほとんどを揃えている。館内ではテーマに沿った特別展も定期的に開催。毎年季節や時事問題をテーマにウィンドウが飾られ、道行く人の目を楽しませている。